# Krekova ulica, Maribor
Leta 1865 so Krekovo ulico poimenovali Kaiser Strasse  zaradi njene širine in dolžine.Leta 1876 so ulico skrašali vzhodni  del ,med trgom generala Maistra in trgom Borisa Kidriča ,preimenovali v Elisabeth Strasse.Leta 1919 so jo preimenovali v Krekovo ulico.Leta 1941 so ji začasno vrnili ime Kaiser Strasse.